# Glypta woerzi
Glypta woerzi är en stekelart som först beskrevs av Hedwig 1952.  Glypta woerzi ingår i släktet Glypta och familjen brokparasitsteklar. Inga underarter finns listade i Catalogue of Life.